# پایگاه هوایی پایا لبار
پایگاه هوایی پایا لبار (به انگلیسی: Paya Lebar Air Base) یک فرودگاه نظامی با کد یاتا QPG است که یک باند فرود آسفالت دارد و طول باند آن ۳۷۸۰ متر است. این فرودگاه در کشور سنگاپور قرار دارد و در ارتفاع ۲۰ متر بالاتر از سطح دریا واقع شده است.

## نگارخانه

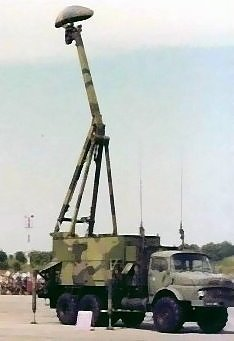
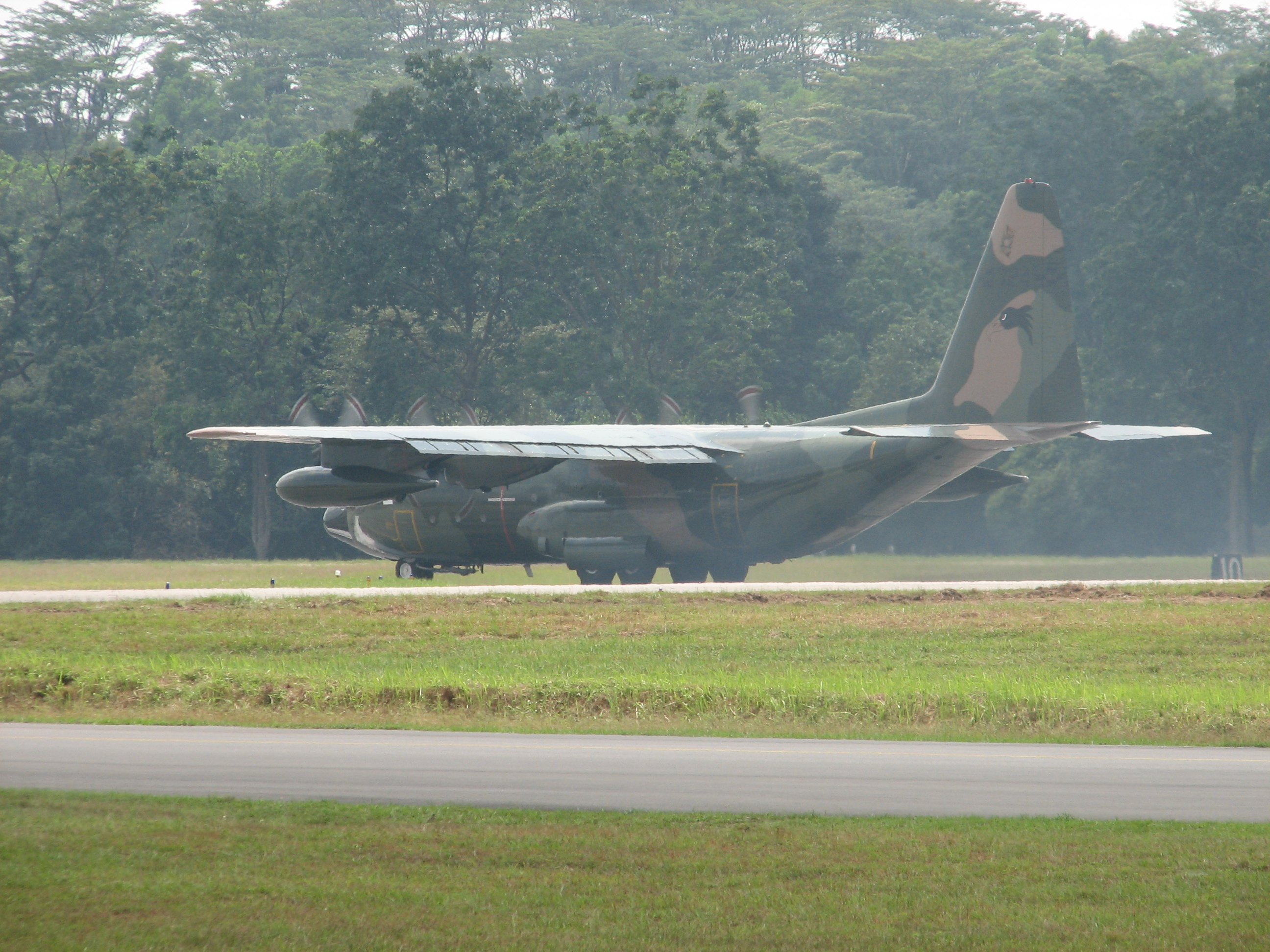
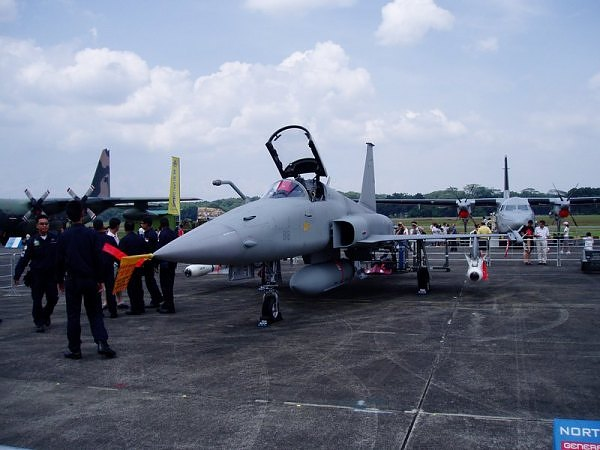